# 基特勒斯 (阿肯色州)
基特勒斯（英語：Kittlers）是位於美國阿肯色州阿肯色縣的一個非建制地區。該地的面積和人口皆未知。

## 地理
基特勒斯的座標為34°22′22″N 91°24′35″W / 34.37278°N 91.40972°W，而該地的平均海拔高度為60米（即200英尺）。